# Хойто-Гол
Хойто-Гол (рос. Хойто-Гол) — улус Тункинського району, Бурятії Росії. Входить до складу Сільського поселення Хойто-Гол.
Населення — 604 особи (2015 рік).